# عائلة غيم بوي
عائلة غيم بوي (بالإنجليزية: Game Boy family)‏ عبارة عن مجموعة من أنظمة ألعاب الفيديو المحمولة التي تم تطويرها وتصنيعها وإصدارها وتسويقها بواسطة نينتندو، وتتألف من غيم بوي ونسخها، وغيم بوي كولر وعائلة غيم بوي أدفانس. باع خط الإنتاج أكثر من 200 مليون وحدة في جميع أنحاء العالم.
بيع نظام غيم بوي الأصلي وغيم بوي كولر معًا 118.69 مليون وحدة في جميع أنحاء العالم. باعت جميع إصدارات عائلة غيم بوي أدفانس مجتمعة 81.51 مليون وحدة. باعت جميع أنظمة غيم بوي مجتمعة 200.20 مليون وحدة في جميع أنحاء العالم.
تم استبدال عائلة غيم بوي بعائلة نينتندو دي أس. تمت إعادة إصدار عدد من ألعاب غيم بوي وغيم بوي كولر وغيم بوي أدفانس رقميًا من خلال خدمة فرتشول كونسول لأجهزة نينتندو 3دي أس ووي يو.

## التاريخ
| 1989 | غيم بوي              |
| 1990 |                      |
| 1991 |                      |
| 1992 |                      |
| 1993 |                      |
| 1994 |                      |
| 1995 |                      |
| 1996 | غيم بوي بوكيت        |
| 1997 |                      |
| 1998 | غيم بوي لايت         |
| 1998 | غيم بوي كولر         |
| 1999 |                      |
| 2000 |                      |
| 2001 | غيم بوي أدفانس       |
| 2002 |                      |
| 2003 | غيم بوي أدفانس أس بي |
| 2004 |                      |
| 2005 | غيم بوي مايكرو       |

تم إصدار نظام غيم بوي المحمول من نينتندو لأول مرة في عام 1989. كان جهاز الألعاب من بنات أفكار موظف نينتندو منذ فترة طويلة غانبي يوكوي، والذي كان الشخص الذي يقف وراء ألترا هاند، وهي لعبة ذراع موسعة تم إنشاؤها وإنتاجها بواسطة نينتندو في عام 1970، قبل وقت طويل من دخول نينتندو سوق ألعاب الفيديو. كان يوكوي مسؤولاً أيضًا عن سلسلة غيم أند واتش للأجهزة المحمولة عندما انتقلت نينتندو من اللعب إلى ألعاب الفيديو.
عندما صمم يوكوي لعبة غيم بوي الأصلي، كان يعلم أنه لكي يكون ناجحًا، يجب أن يكون النظام صغيرًا وخفيفًا وغير مكلف ودائمًا، بالإضافة إلى وجود مكتبة متنوعة يمكن التعرف عليها من الألعاب عند إصدارها. باتباع هذا الشعار البسيط، تمكن خط غيم بوي من اكتساب عدد كبير من المتابعين على الرغم من البدائل المتفوقة تقنيًا والتي سيكون لها رسومات ملونة بدلاً من ذلك. يظهر هذا أيضًا في الاسم (الذي صممه شيجيساتو إيتوي)، والذي يشير ضمنًا إلى رفيق أصغر لـ «الصاحب» لأنظمة نينتندو.
تواصل غيم بوي نجاحها حتى يومنا هذا وقد خصص الكثيرون في نينتندو الجهاز المحمول يدويًا في ذاكرة يوكوي. احتفلت غيم بوي بعيدها الخامس عشر في عام 2004، والتي تزامنت تقريبًا مع الذكرى السنوية العشرين لنظام نينتندو إنترتينمنت سيستم الأصلي (NES). للاحتفال، أصدرت نينتندو سلسلة كلاسيك إن إي إس ونظام ألوان إن إي إس تحت عنوان وحدة التحكم لغيم بوي أدفانس أس بي.
في عام 2006، قال رئيس نينتندو ساتورو إواتا عن الشائعات زوال العلامة التجارية غيم بوي: «لا، هذا ليس صحيحًا بعد كل شيء. ما نقوله مرارًا وتكرارًا هو أنه لأي نظام أساسي، نجري دائمًا البحث والتطوير لـ نظام جديد، سواء كان غيم بوي أو وحدة تحكم جديدة أو أيًا كان. وما قلناه للمراسل للتو هو أنه عند التفكير في الوضع الحالي حيث نتمتع بمبيعات رائعة مع دي أس وأننا نحاول الآن إطلاق وي، من غير المعقول بالنسبة لنا إطلاق أي منصة جديدة للنظام المحمول، بما في ذلك الإصدار الجديد من غيم بوي أدفانس... ربما أساءوا فهم جزء من هذه القصة، ولكن فيما يتعلق بالسوق المحمولة [الآن] نريد حقًا ركز على المزيد من مبيعات دي أس؛ هذا كل شيء» حتى توقفت نينتندو عن إنتاج أنظمة غيم بوي أدفانس والنظام المحمول باليد في أمريكا الشمالية في 15 مايو 2010.

## عائلة غيم بوي الكلاسيكية

### غيم بوي

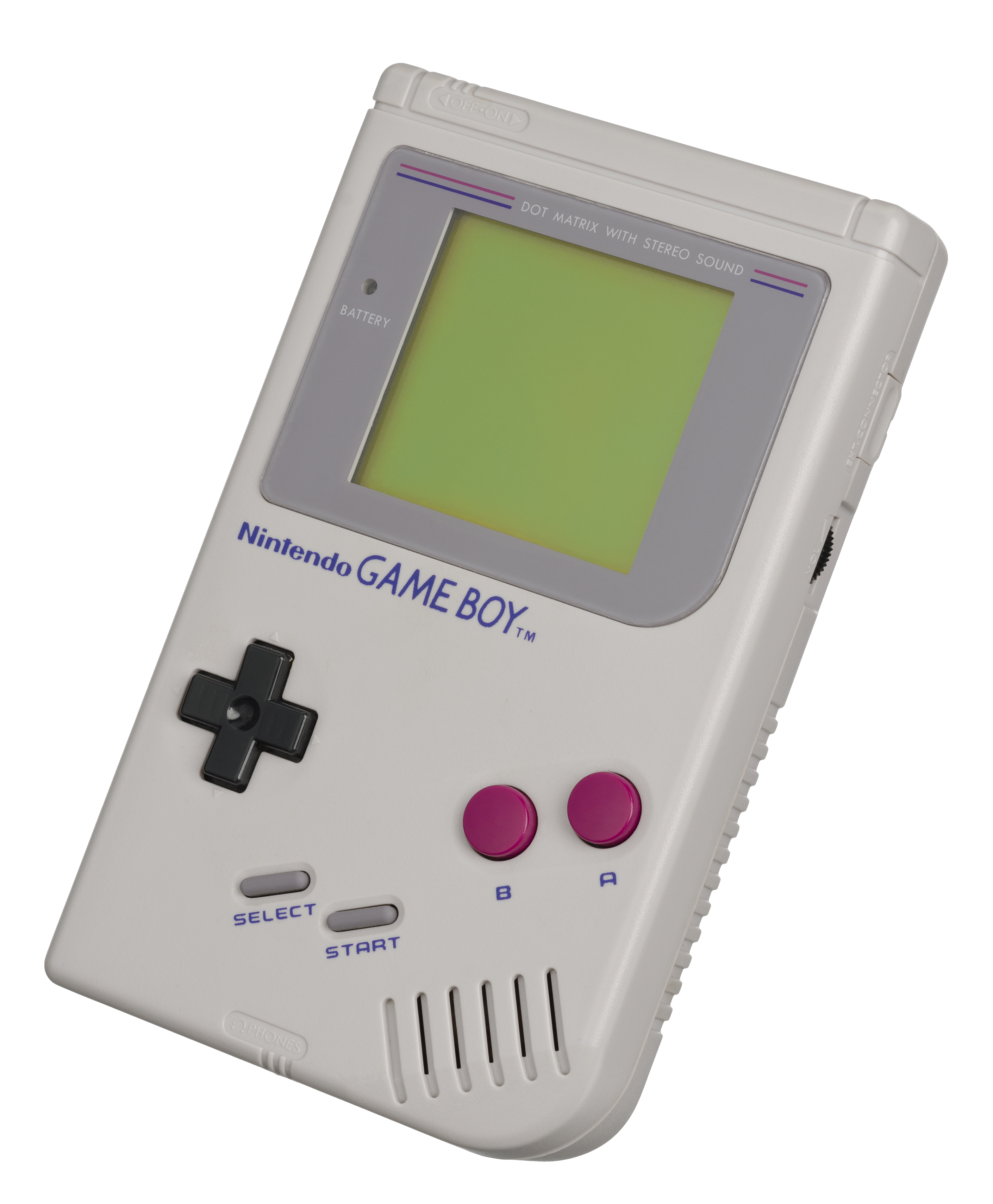
غيم بوي

تم إصدار غيم بوي الأصلي الرمادي لأول مرة في اليابان في 21 أبريل 1989. استنادًا إلى معالج Z80، يحتوي على شاشة LCD عاكسة باللونين الأسود والأخضر، ولوحة اتجاهية بثمانية اتجاهات، وزران للحركة (A و B)، وستارت (بالإنجليزية: Start)‏ وأزرار التحديد مع عناصر التحكم متطابقة مع وحدة تحكم نينتندو إنترتينمنت سيستم. يلعب الألعاب من الوسائط المستندة إلى روم الموجودة في الخراطيش (تسمى أحيانًا خرطوشة روم). رسوماتها 8 بت (مثل نينتندو إنترتينمنت سيستم).
كانت اللعبة التي دفعت غيم بوي إلى أعلى مستويات النجاح هي تتريس. كانت تتريس شائعة على نطاق واسع، ويمكن تشغيل التنسيق اليدوي في أي مكان. جاءت معبأة مع غيم بوي، ووسعت نطاقها؛ الكبار والأطفال على حد سواء كانوا يشترون أنظمة غيم بوي من أجل لعب تتريس. تم اختيار نسخة غيم بوي من تتريس في المرتبة الرابعة في برنامج غيم سباي «25 أذكى لحظات في الألعاب».
كان غيم بوي الأصلي من أوائل الأنظمة القائمة على الخرطوشة التي دعمت الشبكات: جهازان مزودان بكابل ربط، أو ما يصل إلى أربعة أجهزة مع محول أربعة لاعبين.
في عام 1995، تم إصدار إصدار «بلاي إت لاود!» من غيم بوي الأصلي بستة ألوان مختلفة؛ أسود، أحمر، أصفر، أخضر، أزرق، أبيض وواضح. مع الاختلافات الرياضية بينهما.

### غيم بوي بوكيت

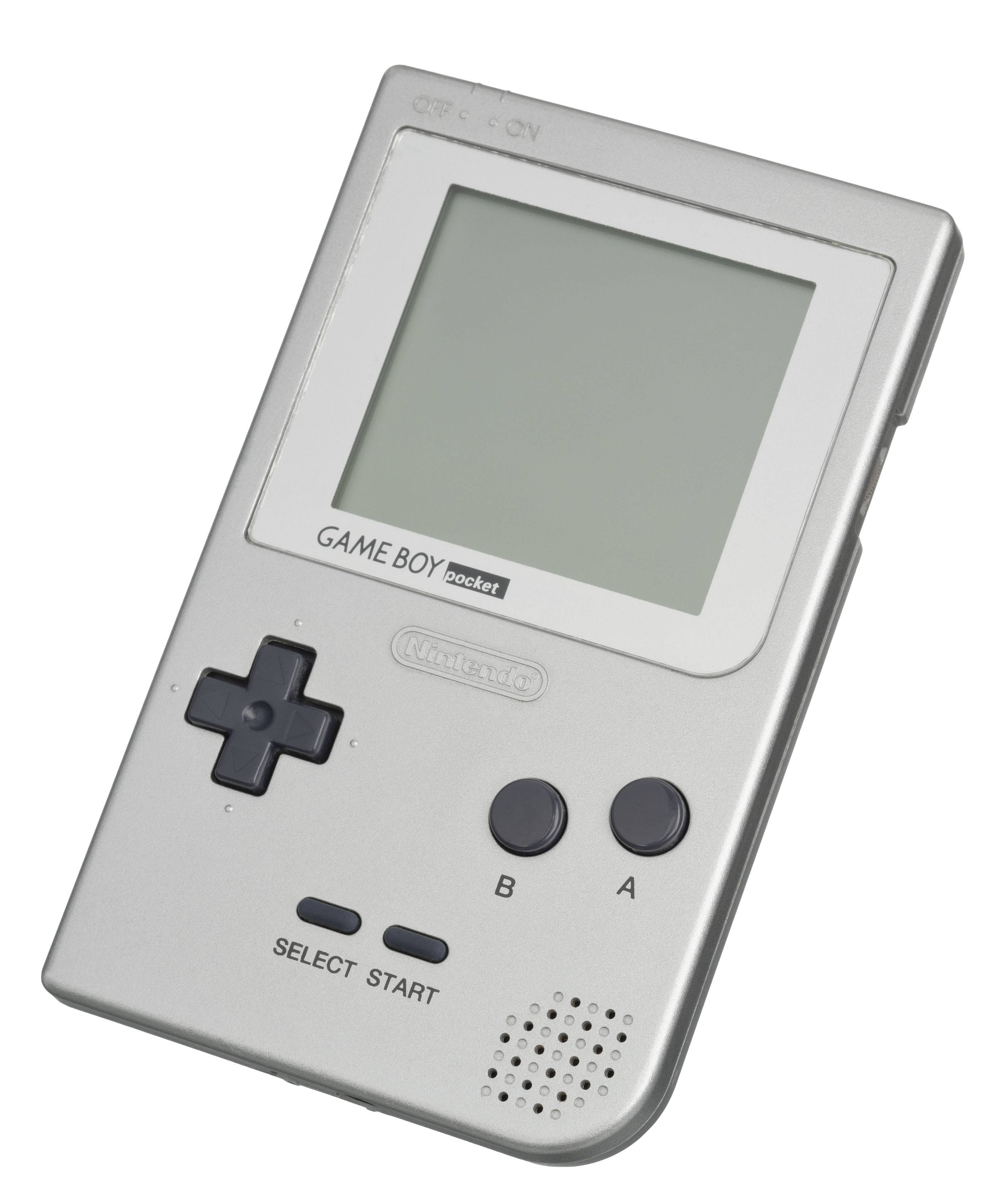
غيم بوي بوكيت

غيم بوي بوكيت (بالإنجليزية: Game Boy Pocket)‏ هو نسخة معاد تصميمها من غيم بوي الأصلي له نفس الميزات. تم إصداره في عام 1996. وتجدر الإشارة إلى أن هذا الاختلاف أصغر وأخف وزنًا. يأتي بسبعة ألوان مختلفة؛ الأحمر والأصفر والأخضر والأسود والشفاف والفضي والأزرق والوردي.
هناك تحسن ملحوظ آخر على غيم بوي الأصلي وهو شاشة عرض باللونين الأبيض والأسود، بدلاً من الشاشة ذات اللون الأخضر من غيم بوي الأصلي، والتي تتميز أيضًا بوقت استجابة محسّن لتقليل التشويش أثناء الحركة. يأخذ غيم بوي بوكيت بطاريتين AAA بدلاً من أربع بطاريات AA لحوالي عشر ساعات من اللعب. لم يكن النموذج الأول من غيم بوي بكويت مزودًا بمؤشر LED لإظهار مستويات البطارية، ولكن تمت إضافة الميزة بسبب الطلب العام.

### غيم بوي لايت

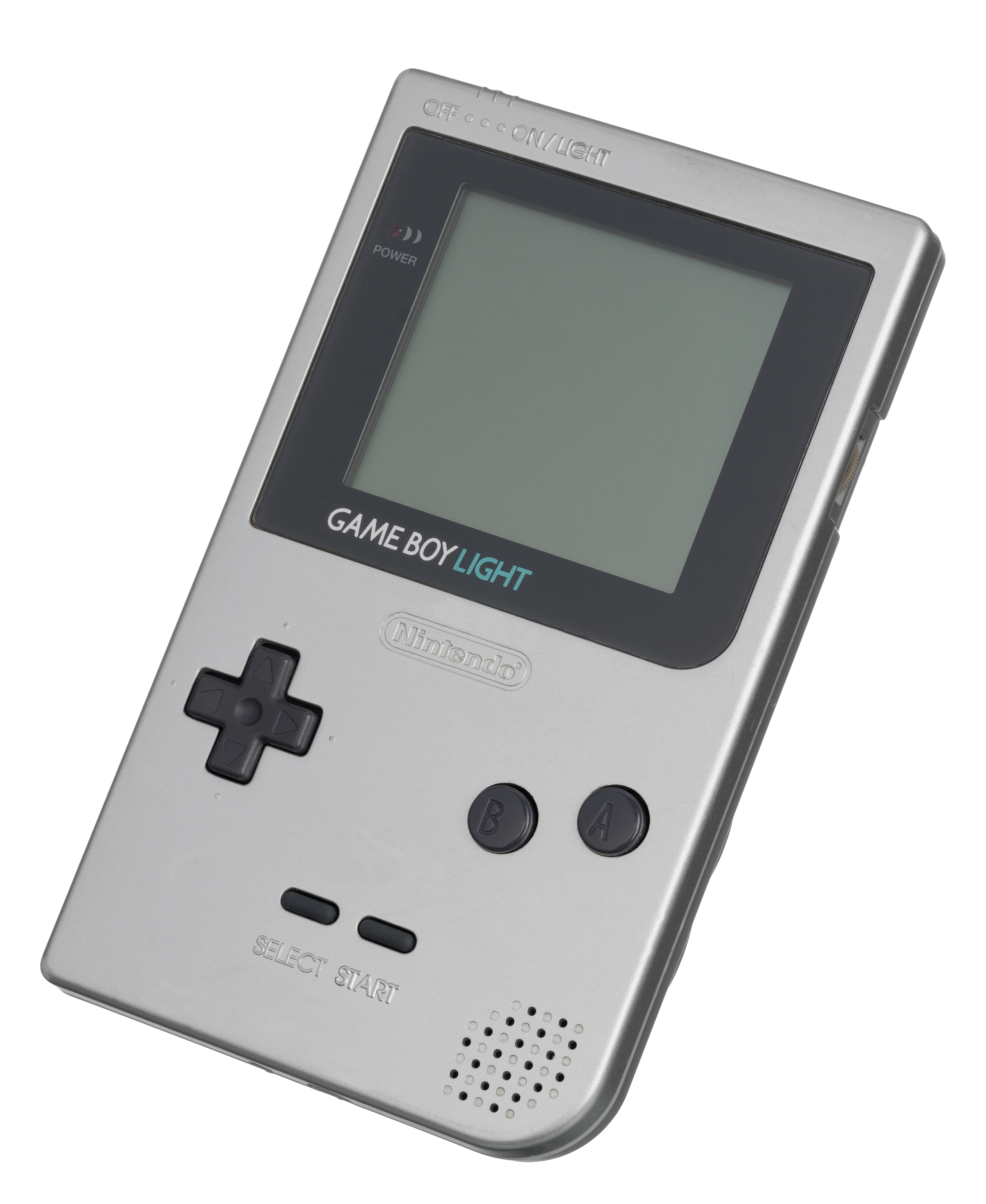
غيم بوي لايت

غيم بوي لايت (بالإنجليزية: Game Boy Light)‏ في أبريل 1998، تم إصدار نوع مختلف من غيم بوي بوكيت اسمه غيم بوي لايت حصريًا في اليابان. الاختلافات بين غيم بوي بوكيت الأصلية وغيم بوي لايت هي أن غيم بوي لايت يأخذ بطاريتين AA لحوالي 20 ساعة من اللعب (عند اللعب بدون استخدام الضوء)، بدلاً من بطاريتين AAA، وله ضوء كهربائي. شاشة يمكن تشغيلها أو إيقاف تشغيلها. أعطت هذه الشاشة المتوهجة الألعاب لونًا أزرق مخضرًا وسمحت باستخدام الوحدة في المناطق المظلمة. اللعب مع الضوء سيسمح بحوالي 12 ساعة من اللعب. يأتي غيم بوي لايت أيضًا بستة ألوان مختلفة؛ فضي، ذهبي، أصفر لإصدار بوكيمون، أصفر شفاف، أحمر شفاف وشفاف لإصدار أسترو بوي. تم استبدال غيم بوي لايت بغيم بوي كولر بعد ستة أشهر وكان غيم بوي الوحيد الذي لديه شاشة بإضاءة خلفية حتى إصدار نموذج غيم بوي أدفانس أس بي AGS-101 في عام 2005.

## عائلة غيم بوي كولر

### غيم بوي كولر

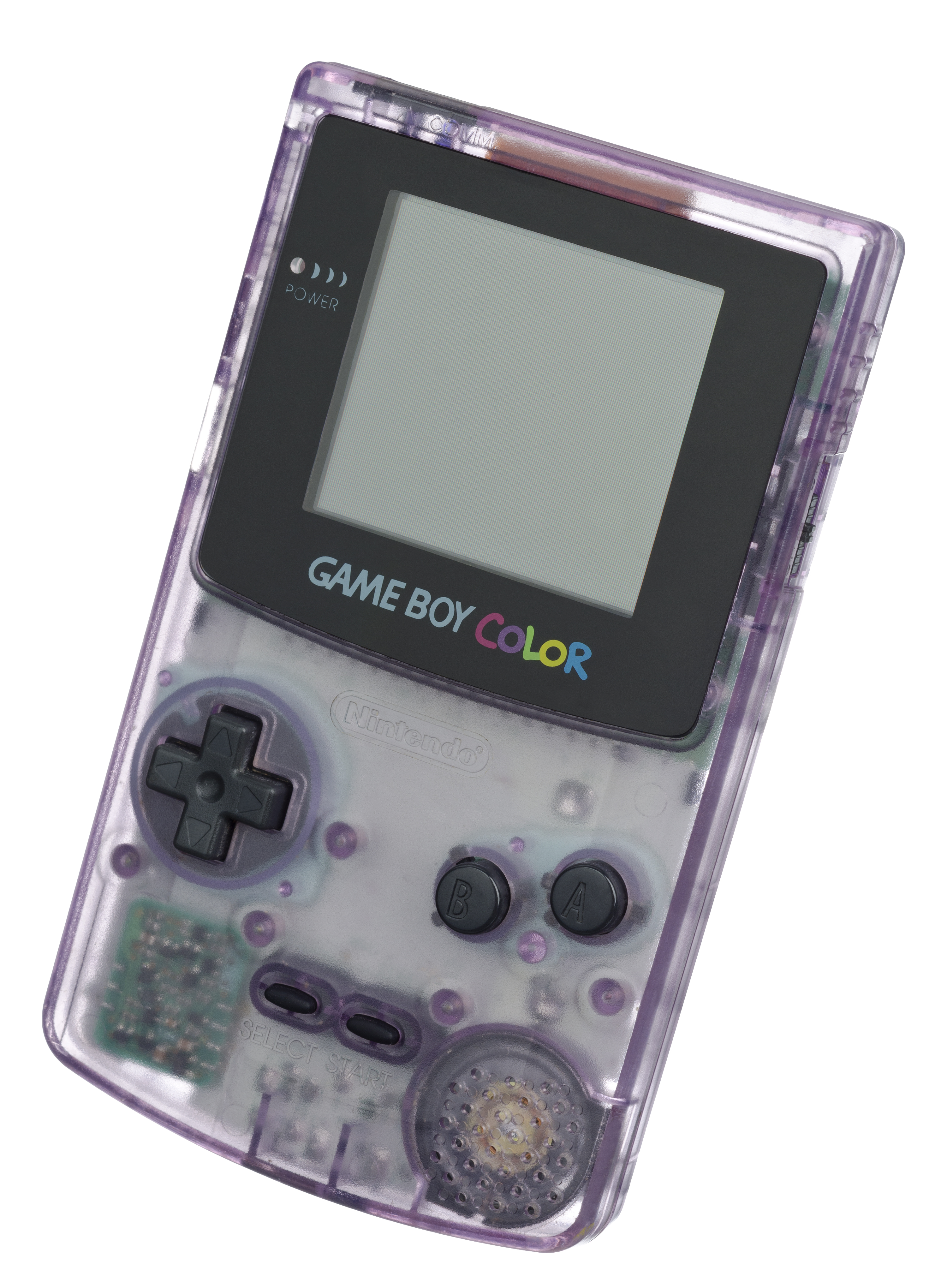
غيم بوي كولر

صدر لأول مرة في اليابان في 21 أكتوبر 1998، أضاف غيم بوي كولر (المختصر باسم GBC) شاشة ملونة (أصغر قليلاً) إلى عامل شكل مشابه في الحجم لغيم بوي بوكيت. كما أن لديها ضعف سرعة المعالج، وثلاثة أضعاف الذاكرة، ومنفذ اتصالات الأشعة تحت الحمراء. من الناحية التكنولوجية، تم تشبيهه بنظام ألعاب الفيديو نينتندو إنترتينمنت سيستم ذات 8 بت من الثمانينيات على الرغم من أن غيم بوي كولر يحتوي على لوحة ألوان أكبر بكثير (56 لونًا متزامنًا من 32768 ممكنًا) والتي تحتوي على بعض منافذ إن إي إس الكلاسيكية وألقاب أحدث. يأتي بستة ألوان مختلفة؛ الذري الأرجواني والنيلي والتوت (الأحمر) والكيوي (الأخضر) والهندباء (الأصفر) والبط البري. يحتوي غيم بوي كولر أيضًا على العديد من الإصدارات الخاصة مثل إصدارات بوكيمون الخاصة باللونين الأصفر والفضي أو الإصدار الخاص باللون الأصفر من تومي هيلفيغر. مثل غيم بووي لايت، يستهلك غيم بوي كولر بطاريتين AA. كان هذا هو الجهاز الأخير الذي يحتوي على رسومات 8 بت.
أحد المكونات الرئيسية لغيم بوي كولر هو توافقها شبه العالمي مع الإصدارات السابقة. أي أن نظام غيم بوي كولر قادرة على قراءة خراطيش غيم بوي القديمة وحتى تشغيلها في لوحة ألوان قابلة للتحديد (مثل سوبر غيم بوي). ألعاب غيم بوي الوحيدة بالأبيض والأسود المعروفة بأنها غير متوافقة هي رود راش وجوشوا أند ذا باتل أوف جيريتشو. أصبح التوافق مع الإصدارات السابقة سمة رئيسية لخط غيم بوي، حيث سمح لكل إطلاق جديد بالبدء بمكتبة أكبر بكثير من أي من منافسيها. بعض الألعاب المكتوبة خصيصًا لنظام غيم بوي كولر يمكن لعبها على طراز غيم بوي الأقدم، بينما لا يمكن لعب ألعاب أخرى (راجع قسم غيم باكس لمزيد من المعلومات).

## عائلة غيم بوي أدفانس

### غيم بوي أدفانس

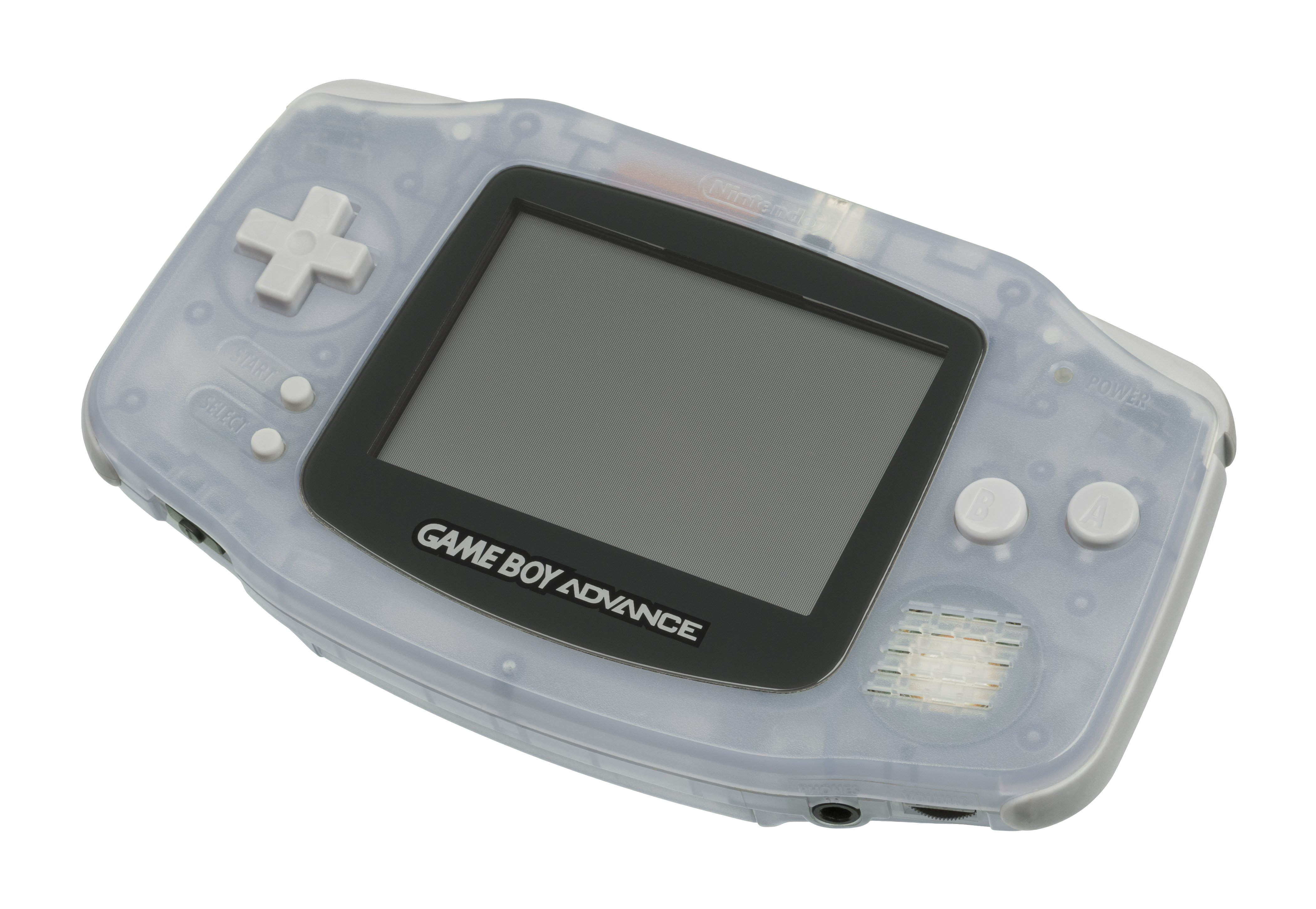
غيم بوي أدفانس

في اليابان، في 21 مارس 2001، أصدرت نينتندو ترقية كبيرة لخط غيم بوي. يتميز غيم بوي أدفانس (المشار إليه أيضًا باسم GBA) بوجود 32 بت 16.8 ميجا هرتز ARM. تضمنت معالج Z80 ومفتاحًا تم تنشيطه عن طريق إدخال لعبة غيم بوي أو غيم بوي كولر في الفتحة للتوافق مع الإصدارات السابقة، وشاشة أكبر وأعلى دقة. تم تعديل الضوابط بشكل طفيف مع إضافة أزرار الكتف "L" و "R". مثل غيم بوي لايت وغيم بوي كولر، تأخذ نظام غيم بوي أدفانس بطاريتين AA. تم تشبيه النظام تقنيًا بسوبر نينتندو إنترتينمنت سيستم وأظهر قوته من خلال المنافذ الناجحة لعناوين سوبر نينتندو مثل سوبر ماريو ورلد وسوبر ماريو ورلد 2: يوشيز آيلاند وذا ليجند أوف زيلدا: آه لينك تو ذا باست ودونكي كونغ كونتري. كانت هناك أيضًا عناوين جديدة لا يمكن العثور عليها إلا على غيم بوي أدفانس، مثل ماريو كارت: سوبر سركت وأف-زيرو: ماكسيموم فيلوسيتي وواريو لاند 4 وماريو أند لويجي: سوبرستار ساجا والمزيد. من عيوب غيم بوي أدفانس التي تم انتقادها على نطاق واسع أن الشاشة ليست مضاءة من الخلف، مما يجعل المشاهدة صعبة في بعض الظروف. يبلغ طول خراطيش الخاصة بغيم بوي أدفانس نصف طول خراطيش غيم بوي الأصلية تقريبًا وخراطيش غيم بوي كولر، وبالتالي فإن خراطيش الأقدم ستخرج من الجزء العلوي من الوحدة. عند لعب الألعاب القديمة، توفر GBA خيار تشغيل اللعبة بدقة مربعة متساوية قياسية للشاشة الأصلية أو خيار تمديدها على شاشة GBA الأوسع. تتطابق لوحات الألوان المختارة لألعاب غيم بوي الأصلية مع ما كانت عليه في غيم بوي كولر. ألعاب غيم بوي كولر الوحيدة المعروفة بأنها غير متوافقة هي بوكيت ميوزك وتشي-تشاي ألين. كان الجهاز الأخير الذي يتطلب بطاريات عادية.

### غيم بوي أدفانس أس بي

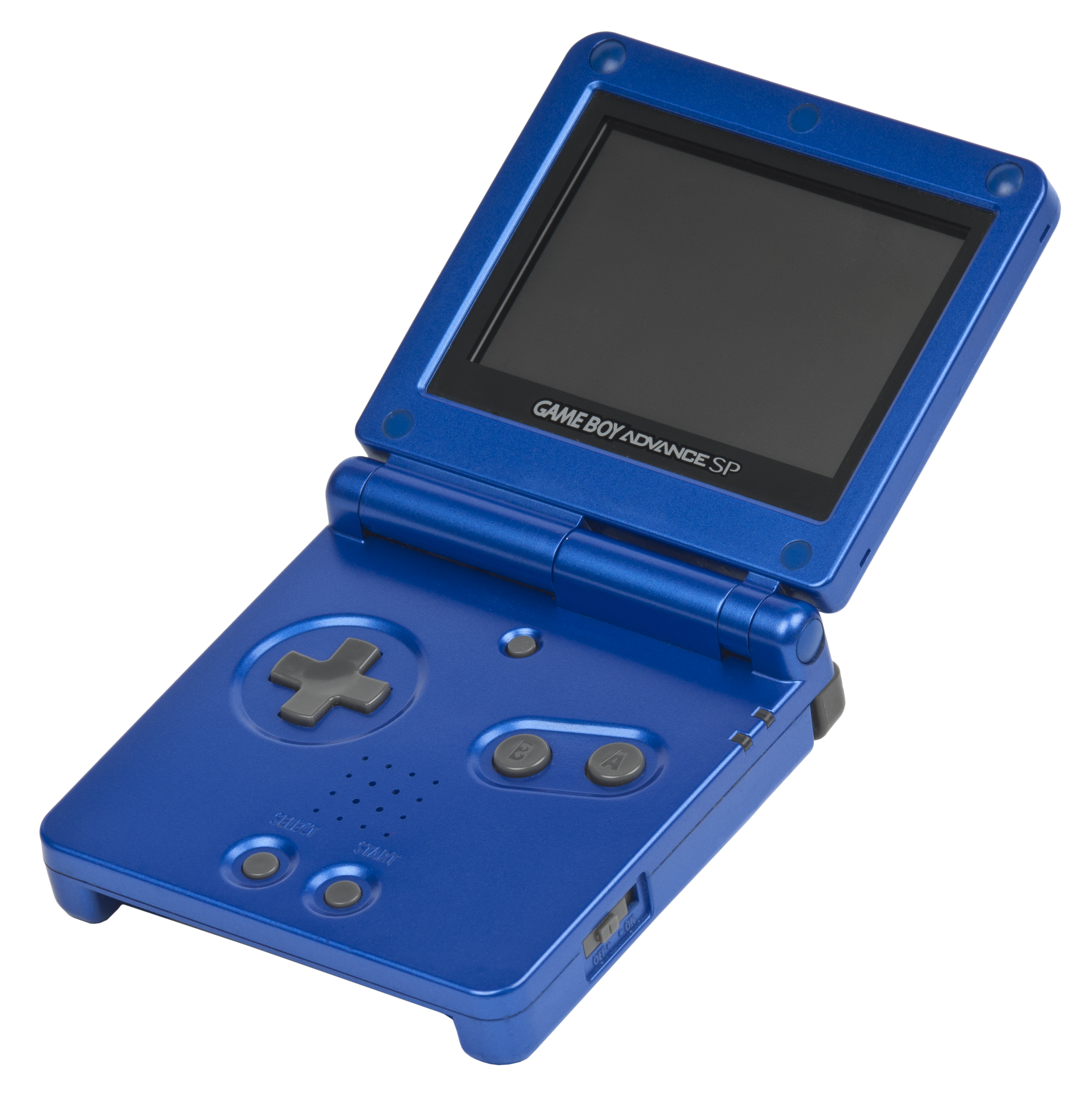
غيم بوي أدفانس أس بي

صدر لأول مرة في اليابان في 14 فبراير 2003، حل غيم بوي أدفانس أس بي — Nintendo model AGS-001 — العديد من المشاكل مع نموذج غيم بوي أدفانس الأصلي. تتميز بتصميم صدفي جديد أصغر مع شاشة قابلة للطي، ومصباح داخلي قابل للتحويل، وبطارية قابلة لإعادة الشحن لأول مرة، والمشكلة الوحيدة الملحوظة هي إغفال مقبس سماعة الرأس، والذي يتطلب محولًا خاصًا، يتم شراؤه بشكل منفصل. في سبتمبر 2005، أصدرت نينتندو غيم بوي أدفانس أس بي موديل AGS-101، والذي يتميز بشاشة عالية الجودة بإضاءة خلفية بدلاً من إضاءة أمامية، على غرار شاشة غيم بوي مايكرو ولكنها أكبر. كان هذا النظام هو النظام الأخير التي يمتاز بالتوافق مع الإصدارات السابقة مع ألعاب غيم بوي وغيم بوي كولر.

### غيم بوي مايكرو

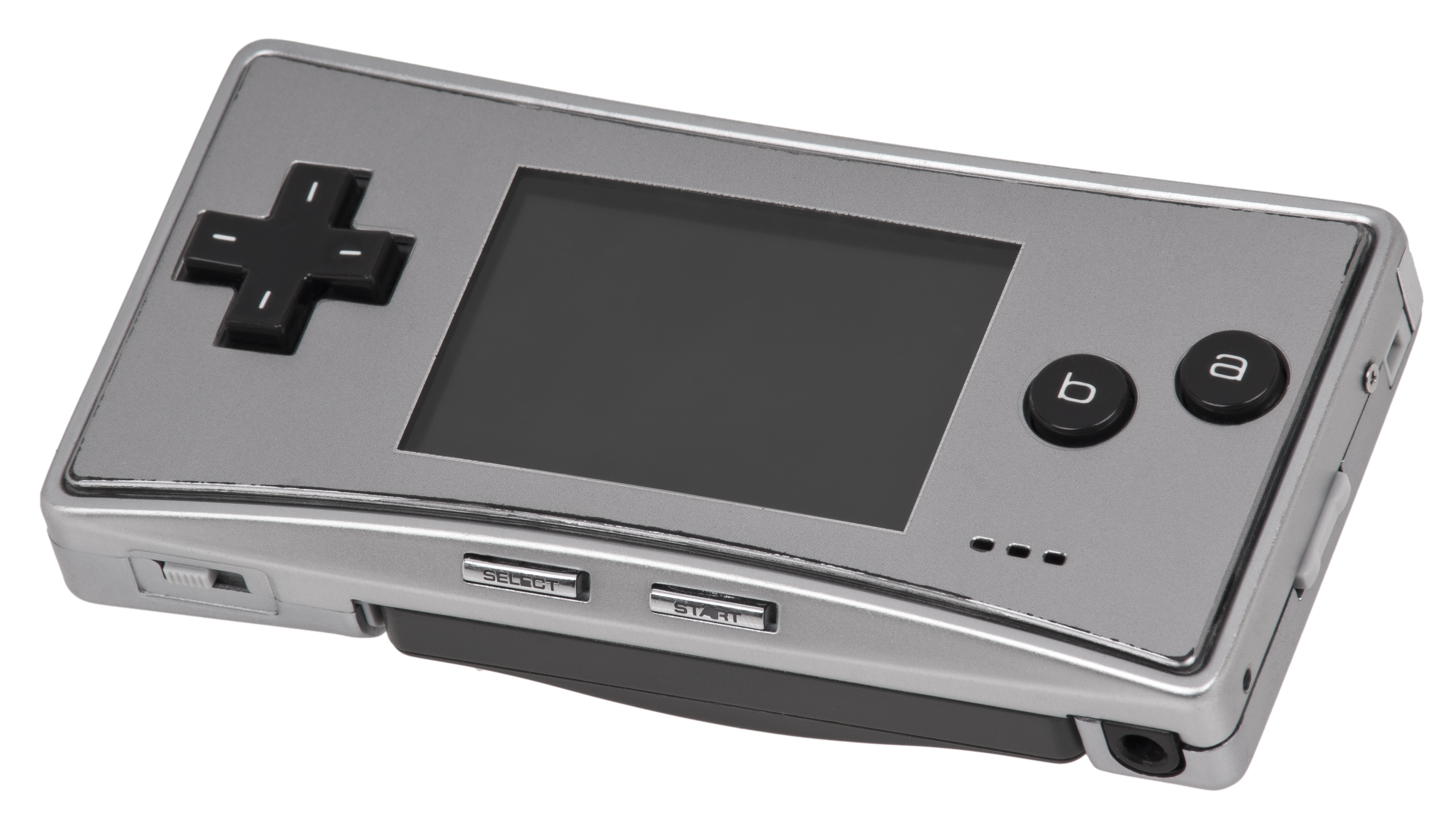
غيم بوي مايكرو

الشكل الثالث من نظام غيم بوي أدفانس، يبلغ عرض غيم بوي مايكرو أربع بوصات ونصف (10 سم) وطوله بوصتين (5 سم) ويزن 2.8 أوقية (80 جم). إلى حد بعيد، أصغر نظام غيم بوي تم إنشاؤها، لها نفس أبعاد وحدة تحكم إن إي إس الأصلية تقريبًا. يبلغ حجم شاشته حوالي 2/3 حجم شاشات إس بي وGBA مع الحفاظ على نفس الدقة (240 × 160 بكسل) ولكن الآن تتمتع بشاشة ذات إضاءة خلفية عالية الجودة مع سطوع قابل للتعديل. يشتمل النظام على لوحتين إضافيتين يمكن تبديلهما لمنح النظام مظهرًا جديدًا؛ باعت نينتندو أمريكا لوحات حماية إضافية في متجرها عبر الإنترنت. في أوروبا، يأتي غيم بوي مايكرو مع غطاء واحد. في اليابان، تم إصدار إصدار محدود خاص من غيم بوي مايكرو من موذر 3 مع اللعبة في صندوق موذر 3 ديلوكس. على عكس غيم بوي أدفانس، وغيم بوي أدفانس أس بي، فإن غيم بوي مايكرو غير قادر على تشغيل أي من ألعاب غيم بوي كولر، وغيم بوي، فقط يشغل ألعاب غيم بوي أدفانس (باستثناء نينتندو إي-ريدر، الذي توقف في أمريكا، لكنها لا تزال متوفرة في اليابان).

## المقارنة
| عائلة المنتج            | غيم بوي أدفانس | غيم بوي أدفانس | غيم بوي أدفانس | غيم بوي كولر                                                                                            | غيم بوي الكلاسيكي                                                                                                | غيم بوي الكلاسيكي                                                                                                | غيم بوي الكلاسيكي                                                                                                |
| الإسم                   | غيم بوي مايكرو | غيم بوي أدفانس أس بي | غيم بوي أدفانس | غيم بوي كولر                                                                                            | غيم بوي لايت | غيم بوي بوكيت | غيم بوي |
| نموذج #                 | OXY-001 | AGS-001 / AGS-101 | AGB-001 | CGB-001                                                                                                 | MGB-101 | MGB-001 | DMG-01 |
| الشعار                  | | | | | | | |
| ----------------------- | --- | --- | --- | --- | --- | --- | --- |
| الصورة                  | | | | | | | |
| التوفر في السوق         | متوقف | متوقف | متوقف | متوقف                                                                                                   | متوقف | متوقف | متوقف |
| الجيل                   | الجيل السادس | الجيل السادس | الجيل السادس | الجيل الخامس                                                                                            | الجيل الرابع | الجيل الرابع | الجيل الرابع |
| تاريخ الإصدار           | اليابان 13 سبتمبر 2005 أ.ش. 19 سبتمبر 2005 أوروبا 4 نوفمبر 2005 أوس 3 نوفمبر 2005                                            | اليابان 14 فبراير 2003 أ.ش. 23 مارس 2003 بال 28 مارس 2003                                                                    | اليابان 21 مارس 2001 أ.ش. 11 يونيو 2001 بال 22 يونيو 2001                                                                    | اليابان 21 أكتوبر 1998 أ.ش. 18 نوفمبر 1998 أوروبا 23 نوفمبر 1998 أوس 27 نوفمبر 1998                     | اليابان 14 أبريل 1998                                                                                            | اليابان 21 يوليو 1996 أ.ش. 3 سبتمبر 1996 بال 1996                                                                | اليابان 21 أبريل 1989 أ.ش. 31 يوليو 1989 أوروبا 28 سبتمبر 1990                                                   |
| سعر الإطلاق             | ¥12,000 US$99.99 €99.99 A$?                                                                                                  | ¥12,500 US$99 €129.99 A$199.99                                                                                               | ¥9,800 US$99.99 €109,99 A$?                                                                                                  | ¥8,900 US$79.95 A$?                                                                                     | ¥6,800 | ¥6,800 US$59.95 A$?                                                                                              | ¥12,800 US$89.95 A$?                                                                                             |
| الوحدات المباعة         | حول العالم: 81.51 مليون (اعتبارا من 31 ديسمبر 2013).                                                                         | حول العالم: 81.51 مليون (اعتبارا من 31 ديسمبر 2013).                                                                         | حول العالم: 81.51 مليون (اعتبارا من 31 ديسمبر 2013).                                                                         | حول العالم: 118.69 مليون (اعتبارا من 31 ديسمبر 2013)                                                    | حول العالم: 118.69 مليون (اعتبارا من 31 ديسمبر 2013)                                                             | حول العالم: 118.69 مليون (اعتبارا من 31 ديسمبر 2013)                                                             | حول العالم: 118.69 مليون (اعتبارا من 31 ديسمبر 2013)                                                             |
| اللعبة الأكثر مبيعًا     | بوكيمون روبي وسابفاير: 13 مليون مجتمعين (اعتبارا من 25 نوفمبر 2004)                                                          | بوكيمون روبي وسابفاير: 13 مليون مجتمعين (اعتبارا من 25 نوفمبر 2004)                                                          | بوكيمون روبي وسابفاير: 13 مليون مجتمعين (اعتبارا من 25 نوفمبر 2004)                                                          | بوكيمون جولد وسلفر: 13 مليون مجتمعين                                                                    | تتريس: 30.26 مليون (مضمن مع النظام /بشكل منفصل) بوكيمون ريد وبلو: 23.64 مليون تقريبا (اعتبارا من 18 يناير 2009). | تتريس: 30.26 مليون (مضمن مع النظام /بشكل منفصل) بوكيمون ريد وبلو: 23.64 مليون تقريبا (اعتبارا من 18 يناير 2009). | تتريس: 30.26 مليون (مضمن مع النظام /بشكل منفصل) بوكيمون ريد وبلو: 23.64 مليون تقريبا (اعتبارا من 18 يناير 2009). |
| العرض                   | 51 مـم (2 بوصة) | 74 مـم (2.9 بوصة) | 74 مـم (2.9 بوصة) | 59 مـم (2.34 بوصة)                                                                                      | 65 مـم (2.56 بوصة)                                                                                               | 65 مـم (2.56 بوصة)                                                                                               | 65 مـم (2.56 بوصة)                                                                                               |
| العرض                   | 240 × 160 بكسل (38400 بكسل)                                                                                                  | 240 × 160 بكسل (38400 بكسل)                                                                                                  | 240 × 160 بكسل (38400 بكسل)                                                                                                  | 160 × 144 بكسل (23040 بكسل)                                                                             | 160 × 144 بكسل (23040 بكسل)                                                                                      | 160 × 144 بكسل (23040 بكسل)                                                                                      | 160 × 144 بكسل (23040 بكسل)                                                                                      |
| العرض                   | 511 لونًا متزامنًا في وضع الشخصية 32768 لونًا متزامنًا في وضع الصورة النقطية                                                     | 511 لونًا متزامنًا في وضع الشخصية 32768 لونًا متزامنًا في وضع الصورة النقطية                                                     | 511 لونًا متزامنًا في وضع الشخصية 32768 لونًا متزامنًا في وضع الصورة النقطية                                                     | 10 أو 32 أو 56 لونًا متزامنًا (من لوحة ألوان 32768)                                                       | 4 ظلال أحادية اللون (2 بت)                                                                                       | 4 ظلال أحادية اللون (2 بت)                                                                                       | 4 ظلال أحادية اللون (2 بت)                                                                                       |
| العرض                   | 511 لونًا متزامنًا في وضع الشخصية 32768 لونًا متزامنًا في وضع الصورة النقطية                                                     | 511 لونًا متزامنًا في وضع الشخصية 32768 لونًا متزامنًا في وضع الصورة النقطية                                                     | 511 لونًا متزامنًا في وضع الشخصية 32768 لونًا متزامنًا في وضع الصورة النقطية                                                     | 10 أو 32 أو 56 لونًا متزامنًا (من لوحة ألوان 32768)                                                       | شاشة بيضاء (أربعة ألوان، تدرج الرمادي)                                                                           | شاشة بيضاء (أربعة ألوان، تدرج الرمادي)                                                                           | شاشة زيتون خضراء (أربع درجات من زيت الزيتون الأخضر)                                                              |
| العرض                   | الإضاءة الخلفية - 5 مستويات سطوع                                                                                             | مفتاح تبديل إضاءة / إيقاف تشغيل المصباح الأمامي (AGS-001) تبديل الإضاءة الخلفية ساطع / عادي (AGS-101)                        | لا توجد إضاءة خلفية | لا توجد إضاءة خلفية                                                                                     | الإضاءة الخلفية كهربائيا التبديل بين تشغيل / إيقاف                                                               | لا توجد إضاءة خلفية                                                                                              | لا توجد إضاءة خلفية                                                                                              |
| الصوت                   | 6 قنوات (قناتان "دايركت ساوند" PCM 8 بت، بالإضافة إلى 4 قنوات من غيم بوي)                                                    | 6 قنوات (قناتان "دايركت ساوند" PCM 8 بت، بالإضافة إلى 4 قنوات من غيم بوي)                                                    | 6 قنوات (قناتان "دايركت ساوند" PCM 8 بت، بالإضافة إلى 4 قنوات من غيم بوي)                                                    | 4 قنوات (قناتان موجهتان مربعتان وقناة عينة موجة 4 بت PCM وقناة ضوضاء واحدة ومدخل صوتي واحد من الخرطوشة) | 4 قنوات (قناتان موجهتان مربعتان وقناة عينة موجة 4 بت PCM وقناة ضوضاء واحدة ومدخل صوتي واحد من الخرطوشة)          | 4 قنوات (قناتان موجهتان مربعتان وقناة عينة موجة 4 بت PCM وقناة ضوضاء واحدة ومدخل صوتي واحد من الخرطوشة)          | 4 قنوات (قناتان موجهتان مربعتان وقناة عينة موجة 4 بت PCM وقناة ضوضاء واحدة ومدخل صوتي واحد من الخرطوشة)          |
| الصوت                   | مكبر صوت أحادي | | | | | | |
| الصوت                   | مقبس سماعة رأس استريو (أساسي)                                                                                                | مقبس سماعة رأس استريو (لسماعات الرأس المصممة خصيصًا لغيم بوي أدفانس أس بي أو باستخدام محول سماعة الرأس)                       | مقبس سماعة رأس استريو (أساسي)                                                                                                | مقبس سماعة رأس استريو (أساسي)                                                                           | مقبس سماعة رأس استريو (أساسي)                                                                                    | مقبس سماعة رأس استريو (أساسي)                                                                                    | مقبس سماعة رأس استريو (أساسي)                                                                                    |
| المعالج                 | 16.8 ميجا هرتز 32 بت ARM7TDMI معالج مساعد 8 ميجاهرتز 8 بت لتوافق غيم بوي وغيم بوي كولر، وكمولد نغمات في ألعاب غيم بوي أدفانس | 16.8 ميجا هرتز 32 بت ARM7TDMI معالج مساعد 8 ميجاهرتز 8 بت لتوافق غيم بوي وغيم بوي كولر، وكمولد نغمات في ألعاب غيم بوي أدفانس | 16.8 ميجا هرتز 32 بت ARM7TDMI معالج مساعد 8 ميجاهرتز 8 بت لتوافق غيم بوي وغيم بوي كولر، وكمولد نغمات في ألعاب غيم بوي أدفانس | وحدة معالجة مركزية 8 بت 8 ميجا هرتز                                                                     | وحدة معالجة مركزية 4.19 ميجا هرتز 8 بت                                                                           | وحدة معالجة مركزية 4.19 ميجا هرتز 8 بت                                                                           | وحدة معالجة مركزية 4.19 ميجا هرتز 8 بت                                                                           |
| الذاكرة                 | 256 كيلو بايت WRAM (خارج وحدة المعالجة المركزية) 32 كيلو بايت + 96 كيلو بايت VRAM (داخلي لوحدة المعالجة المركزية)            | 256 كيلو بايت WRAM (خارج وحدة المعالجة المركزية) 32 كيلو بايت + 96 كيلو بايت VRAM (داخلي لوحدة المعالجة المركزية)            | 256 كيلو بايت WRAM (خارج وحدة المعالجة المركزية) 32 كيلو بايت + 96 كيلو بايت VRAM (داخلي لوحدة المعالجة المركزية)            | 32 كيلو بايت رام 16 كيلوبايت VRAM                                                                       | 8 كيلو بايت S-RAM (يمكن تمديدها حتى 32 كيلو بايت) 8 كيلو بايت VRAM                                               | 8 كيلو بايت S-RAM (يمكن تمديدها حتى 32 كيلو بايت) 8 كيلو بايت VRAM                                               | 8 كيلو بايت S-RAM (يمكن تمديدها حتى 32 كيلو بايت) 8 كيلو بايت VRAM                                               |
| وسائط ملموسة            | خرطوشة روم غيم بوي أدفانس (2-32 ميجابايت)                                                                                    | خرطوشة روم غيم بوي أدفانس (2-32 ميجابايت) خرطوشة غيم بوي كولر خرطوشة غيم بوي (32 كيلو بايت - 1 ميجا بايت)                    | خرطوشة روم غيم بوي أدفانس (2-32 ميجابايت) خرطوشة غيم بوي كولر خرطوشة غيم بوي (32 كيلو بايت - 1 ميجا بايت)                    | خرطوشة غيم بوي كولر خرطوشة غيم بوي (32 كيلو بايت - 1 ميجا بايت)                                         | خرطوشة روم غيم بوي (32 كيلو بايت - 1 ميجا بايت)                                                                  | خرطوشة روم غيم بوي (32 كيلو بايت - 1 ميجا بايت)                                                                  | خرطوشة روم غيم بوي (32 كيلو بايت - 1 ميجا بايت)                                                                  |
| أزرار يد التحكم         | - دي باد - A/B ،L/R، وأزرار START/SELECT                                                                                     | - دي باد - A/B ،L/R، وأزرار START/SELECT                                                                                     | - دي باد - A/B ،L/R، وأزرار START/SELECT                                                                                     | - دي باد - A/B وأزرار START/SELECT                                                                      | - دي باد - A/B وأزرار START/SELECT                                                                               | - دي باد - A/B وأزرار START/SELECT                                                                               | - دي باد - A/B وأزرار START/SELECT                                                                               |
| البطاريات               | بطارية ليثيوم أيون 460 مللي أمبير - 10 ساعات                                                                                 | بطارية ليثيوم أيون 700 مللي أمبير - 18 ساعة (AGS-001 ضوء مطفأ) / 10 ساعات (AGS-001 ضوء مضاء)                                 | بطاريتان مقاس AA - 15 ساعة (يعتمد على الخرطوشة الذي يتم تشغيله وإعداد مستوى الصوت)                                           | بطاريتان مقاس AA - 30+ ساعة - 70 - 80 مللي أمبير                                                        | بطاريتان مقاس AA - 20 ساعة (مع إطفاء الضوء) / 12 ساعة (مع إضاءة الضوء)                                           | بطاريتان مقاس AAA - 8 ساعات أو 10 ساعات - 80-90 مللي أمبير                                                       | 4 بطاريات مقاس AA - 35 ساعة - 70 - 80 مللي أمبير                                                                 |
| الوزن                   | 80 غرام (2.8 أونصة) | 142 غرام (5.0 أونصة) | 140 غرام (4.9 أونصة) | 138 غرام (4.9 أونصة)                                                                                    | 190 غرام (6.7 أونصة) (مع البطاريات)                                                                              | 125 غرام (4.4 أونصة)150 غرام (5.3 أونصة) (مع البطاريات)                                                          | 220 غرام (7.8 أونصة)394 غرام (13.9 أونصة) (مع البطاريات)                                                         |
| الأبعاد                 | 101 مـم (4.0 بوصة) W 50 مـم (2.0 بوصة) H 17.2 مـم (0.68 بوصة) D                                                              | 84 مـم (3.3 بوصة) W 82 مـم (3.2 بوصة) H 24 مـم (0.94 بوصة) D                                                                 | 144 مـم (5.7 بوصة) W 82 مـم (3.2 بوصة) H 24.5 مـم (0.96 بوصة) D                                                              | 75 مـم (3.0 بوصة) W 133 مـم (5.2 بوصة) H 27 مـم (1.1 بوصة) D                                            | 80 مـم (3.1 بوصة) W 135 مـم (5.3 بوصة) H 29 مـم (1.1 بوصة) D                                                     | 77.6 مـم (3.06 بوصة) W 127.6 مـم (5.02 بوصة) H 25.3 مـم (1.00 بوصة) D                                            | 90 مـم (3.5 بوصة) W 148 مـم (5.8 بوصة) H 32 مـم (1.3 بوصة) D                                                     |
| التوافق مع إصدارات أقدم | — | غيم بوي / غيم بوي كولر | غيم بوي / غيم بوي كولر | غيم بوي                                                                                                 | — | — | — |
| الإسم                   | غيم بوي مايكرو | غيم بوي أدفانس أس بي | غيم بوي أدفانس | غيم بوي كولر                                                                                            | غيم بوي لايت | غيم بوي بوكيت | غيم بوي |

مقارنة حجم خط غيم بوي
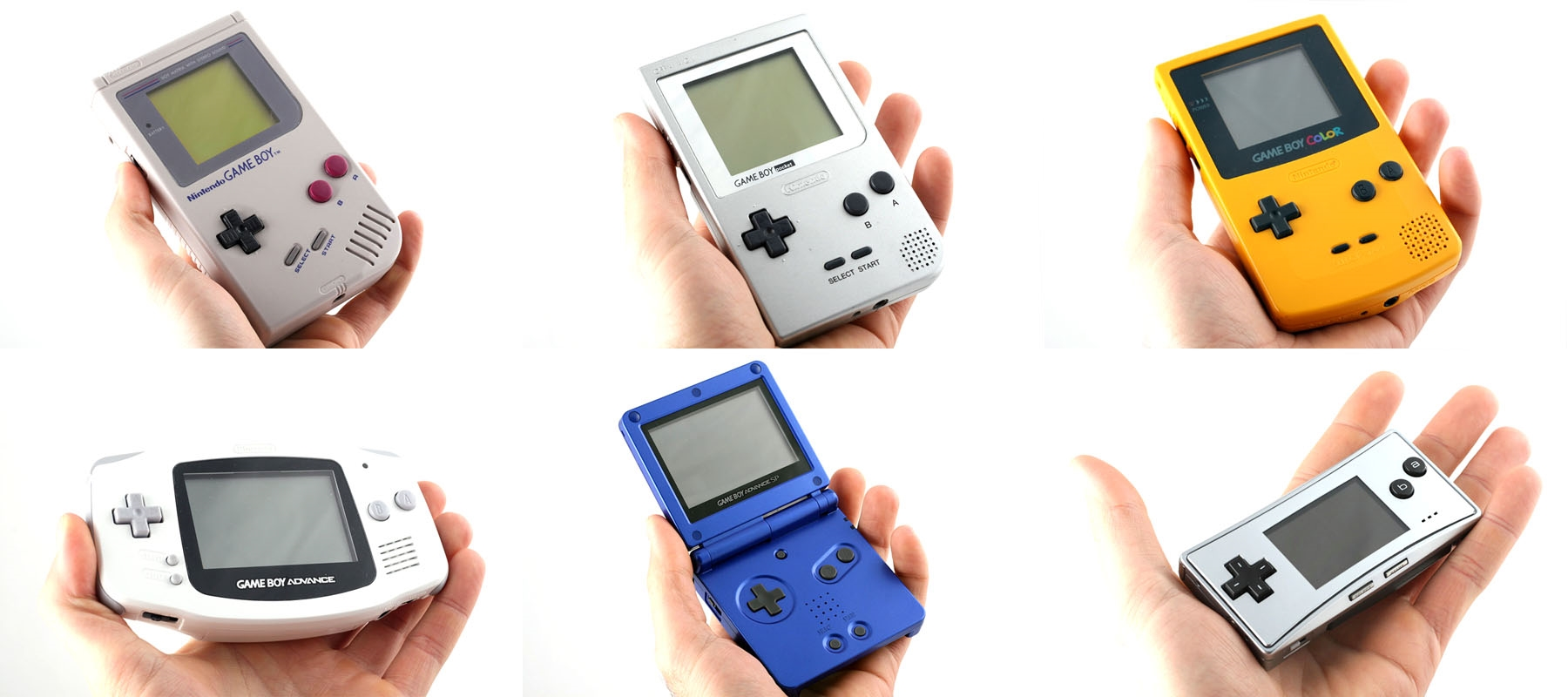
مقارنة أحجام بعض أنظمة غيم بوي، من أعلى اليسار: غيم بوي (1989)، غيم بوي بوكيت (1996)، غيم بوي كولر (1998)، غيم بوي أدفانس (2001)، غيم بوي أدفانس أس بي (2003)، غيم بوي مايكرو (2005).

## خراطيش الألعاب
يتم تخزين كل لعبة فيديو على خرطوشة روم، تسمى رسميًا «غيم باك» من قبل نينتندو. يبلغ قياس جميع الخراطيش، باستثناء خراطيش غيم بوي أدفانس، 5.8 × 6.5 سم. توفر الخرطوشة الرمز وبيانات اللعبة لوحدة المعالجة المركزية لوحدة التحكم. تتضمن بعض الخراطيش بطارية صغيرة بها SRAM أو شريحة ذاكرة وميضية أو EEPROM، مما يسمح بحفظ بيانات اللعبة عند إيقاف تشغيل وحدة التحكم. إذا نفدت البطارية في الخرطوشة، فستفقد البيانات المحفوظة، ومع ذلك، من الممكن استبدال البطارية ببطارية جديدة. للقيام بذلك، يجب فك الخرطوشة وفتحها وإزالة البطارية القديمة واستبدالها. قد يتطلب ذلك فك البطارية الميتة ولحام البديل في مكانه. قبل عام 2003، كانت نينتندو تستخدم بطاريات الساعة المستديرة والمسطحة لحفظ المعلومات عن الخراطيش. تم استبدال هذه البطاريات في خراطيش أحدث لأنها لا تستطيع العيش إلا لفترة معينة من الوقت.
يتم إدخال الخرطوشة في فتحة خرطوشة النظام. إذا تمت إزالة الخرطوشة أثناء تشغيل الطاقة، ولم تتم إعادة تعيين غيم بوي تلقائيًا، فستتجمد اللعبة؛ قد يُظهر غيم بوي سلوكًا غير متوقع، مثل ظهور صفوف من الأصفار على الشاشة، ويبقى الصوت في نفس درجة الصوت التي انبعثت فور سحب اللعبة، وقد تتلف البيانات المحفوظة، وقد تتلف الأجهزة. ينطبق هذا على معظم أجهزة ألعاب الفيديو التي تستخدم الخراطيش.
تم تصميم مفتاح الطاقة الأصلي لغيم بوي لمنع اللاعب من إزالة الخرطوشة أثناء تشغيل الطاقة. الخراطيش المخصصة لغيم بوي كولر فقط (وليس لغيم بوي الأصلي) تفتقر إلى «الشق» لآلية القفل الموجودة في الجزء العلوي من الخراطيش الأصلية، مما يمنع التشغيل على غيم بوي الأصلي (يمكن إدخال الخرطوشة، ولكن لا يمكن نقل مفتاح الطاقة إلى وضع «التشغيل»). حتى إذا تم تجاوز ذلك باستخدام غيم بوي بوكيت أو غيم بوي لايت أو سوبر غيم بوي (ومتابعتها اليابانية فقط)، فلن يتم تشغيل اللعبة، وستُعلم صورة على الشاشة المستخدم أن اللعبة متوافق فقط مع أنظمة غيم بوي كولر. سيكون أحد الاستثناءات هو لعبة كيربي تيلتن تامبل: على الرغم من أن خرطوشة اللعبة تتميز بشق، مما يتيح إدراجها في غيم بوي الأصلي، تعرض اللعبة رسالة خطأ تشير إلى أنها تلعب فقط على غيم بوي كولر. لا يتوافق بوكيت ميوزك وتشي-تشاي ألين مع طرازات غيم بوي أدفانس، حيث يعرضان رسالة خطأ تشير إلى أنهما يلعبان على غيم بوي كولر فقط.
استخدمت خراطيش غيم بوي أدفانس ميزة قفل مادي مماثلة. كانت الشقوق موجودة في قاعدة الزاويتين الخلفيتين للخرطوشة. تم وضع إحدى هذه الشقوق لتجنب الضغط على مفتاح داخل فتحة الخرطوشة للمساعدة في استقرارها. عندما تم إدخال لعبة غيم بوي أو غيم بوي كور قديمة في فتحة الخرطوشة، سيتم الضغط على المفتاح لأسفل وسيبدأ غيم بوي أدفانس في وضع غيم بوي كولر، بينما لن تلمس خرطوشة غيم بوي أدفانس المفتاح والنظام سيبدأ في وضع غيم بوي أدفانس. استبدلت نينتندو دي أس المفتاح بقطعة صلبة من البلاستيك تسمح بإدخال خراطيش غيم بوي أدفانس في الفتحة 2، ولكنها ستمنع إدخال خرطوشة غيم بوي أو غيم بوي كولر بشكل كامل في الفتحة.
باستثناء الاختلافات الخاصة باللعبة، هناك أربعة أنواع من الخراطيش المتوافقة مع أنظمة غيم بوي:

### الخراطيش الرمادية

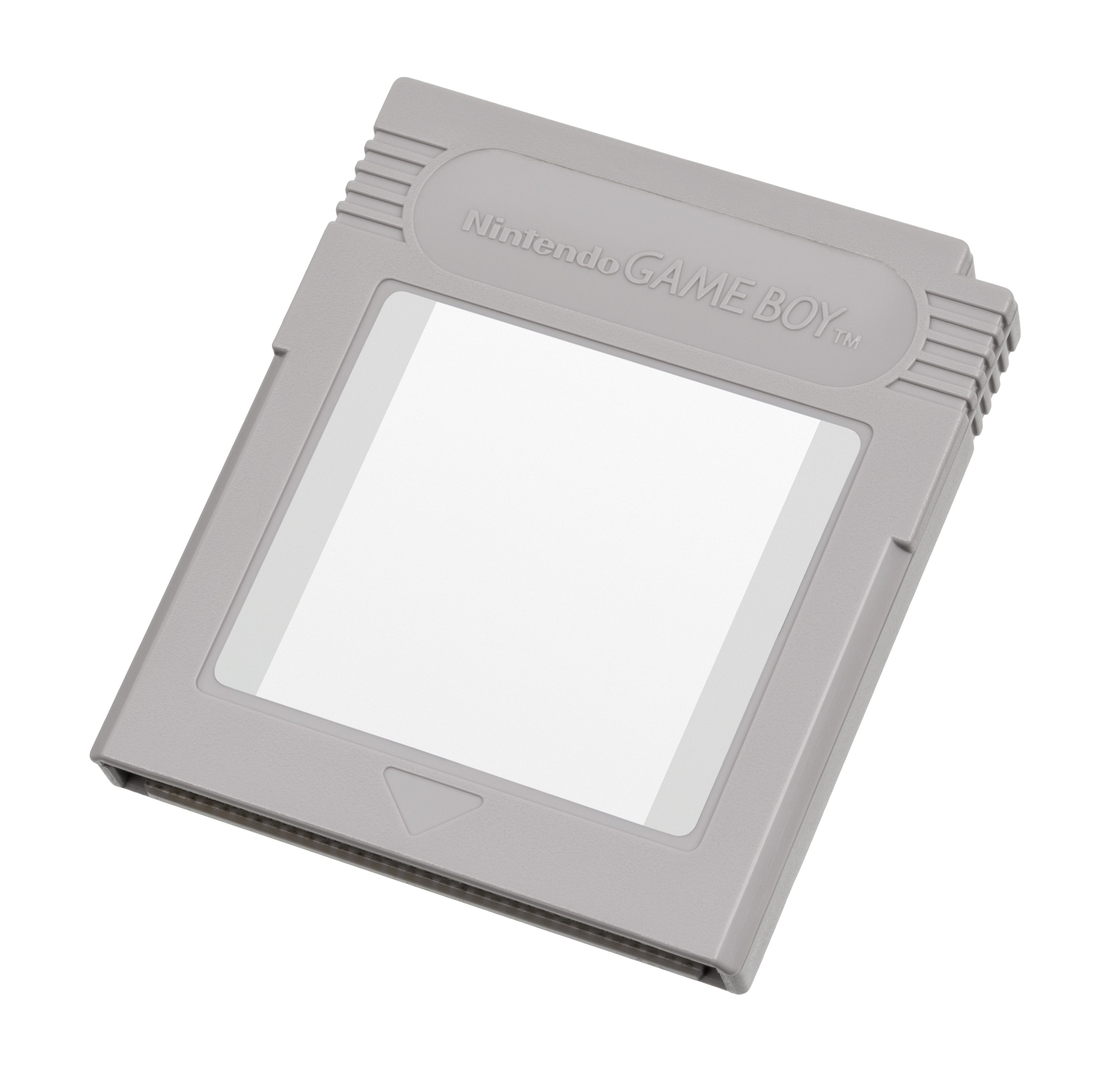
الخرطوشة الأصلية الرمادية لغيم بوي.

الخراطيش الرمادية (بالإنجليزية: Grey cartridges)‏ (المعروفة أيضًا باسم الفئة أ) متوافقة مع جميع أنظمة غيم بوي، باستثناء غيم بوي مايكرو. جميع ألعاب غيم بوي الأصلية من هذا النوع. بعض هذه الخراطيش بألوان بديلة، مثل الأحمر أو الأزرق لبوكيمون ريد وبلو، والأصفر لسلسلة دونكي كونغ لاند. تمت برمجة الألعاب الموجودة على هذه الخراطيش باللونين الأسود والأبيض؛ توفر أنظمة غيم بوي كولر والأنظمة الأحدث لوحات ألوان قابلة للتحديد لهم. تحتوي بعض الخراطيش الرمادية التي تم إصدارها بين عامي 1994 و 1998 على تحسينات سوبر غيم بوي. تم إصدار عدد أقل من الخراطيش الرمادية بميزات مدمجة جعلتها تبرز من الفتحة، ولكنها تضمنت الشق لتكون متوافقة مع غيم بوي الأصلية (لا سيما غيم بوي كاميرا).

### الخراطيش السوداء

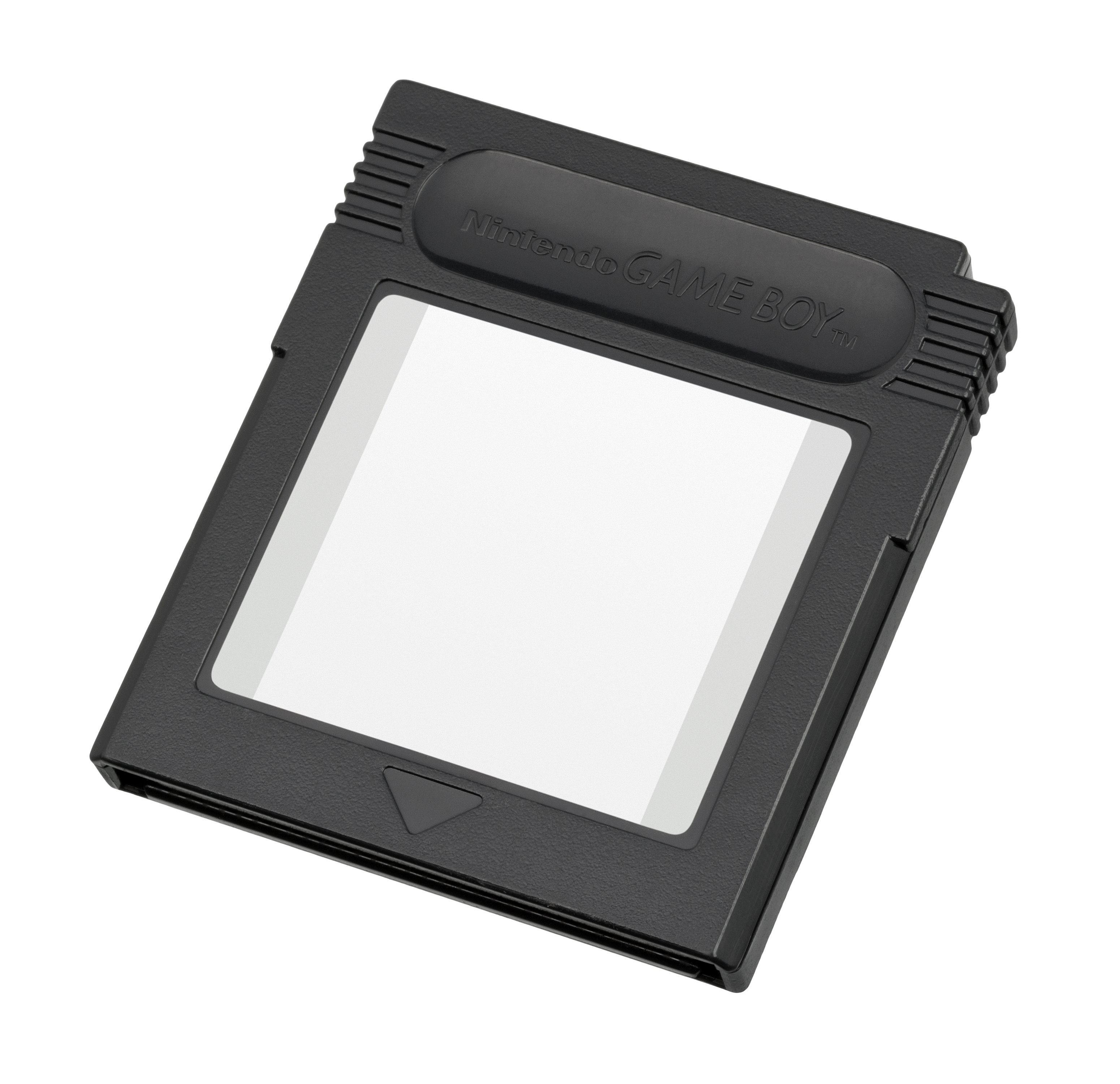
خرطوشة غيم بوي السوداء

الخراطيش السوداء (بالإنجليزية: Black cartridges)‏ (المعروف أيضًا باسم الفئة ب أو الوضع المزدوج) متوافق مع جميع أنظمة غيم بوي، باستثناء غيم بوي مايكرو. على الرغم من أن الألعاب الموجودة على هذه الخراطيش مبرمجة بالألوان، إلا أنه لا يزال من الممكن لعبها بلون واحد على غيم بوي وغيم بوي بوكيت وغيم بوي لايت وسوبر غيم بوي (ومتابعتها اليابانية). من أمثلة ألعاب الخرطوشة السوداء بوكيمون يلو: سبيشل بيكاتشو إديشن وبوكيمون جولد وسلفر (ومع ذلك، فإن الألوان الفعلية لهذه الخراطيش الثلاثة هي الأصفر والذهبي والفضي على التوالي). كانت ألعاب مثل واريو لاند 2 وذا ليجند أوف زيلدا: لينكس آوايكنينغ دي إكس عبارة عن إعادة إصدار بالألوان الكاملة لألعاب الخرطوشة الرمادية ولكن مع محتوى إضافي متاح فقط على غيم بوي كولر. تحتوي بعض الخراطيش السوداء على تحسينات سوبر غيم بوي.[بحاجة لمصدر] حتى بعض الألعاب تحتوي على ميزات مدمجة مشابهة لما فعلته الخراطيش الشفافة اللاحقة، مثل ميزات الدمدمة (بوكيمون بينبول) وجهاز استقبال الأشعة تحت الحمراء (روبون سان، ستار، وموون فيرجنز).

### الخراطيش الشفافية

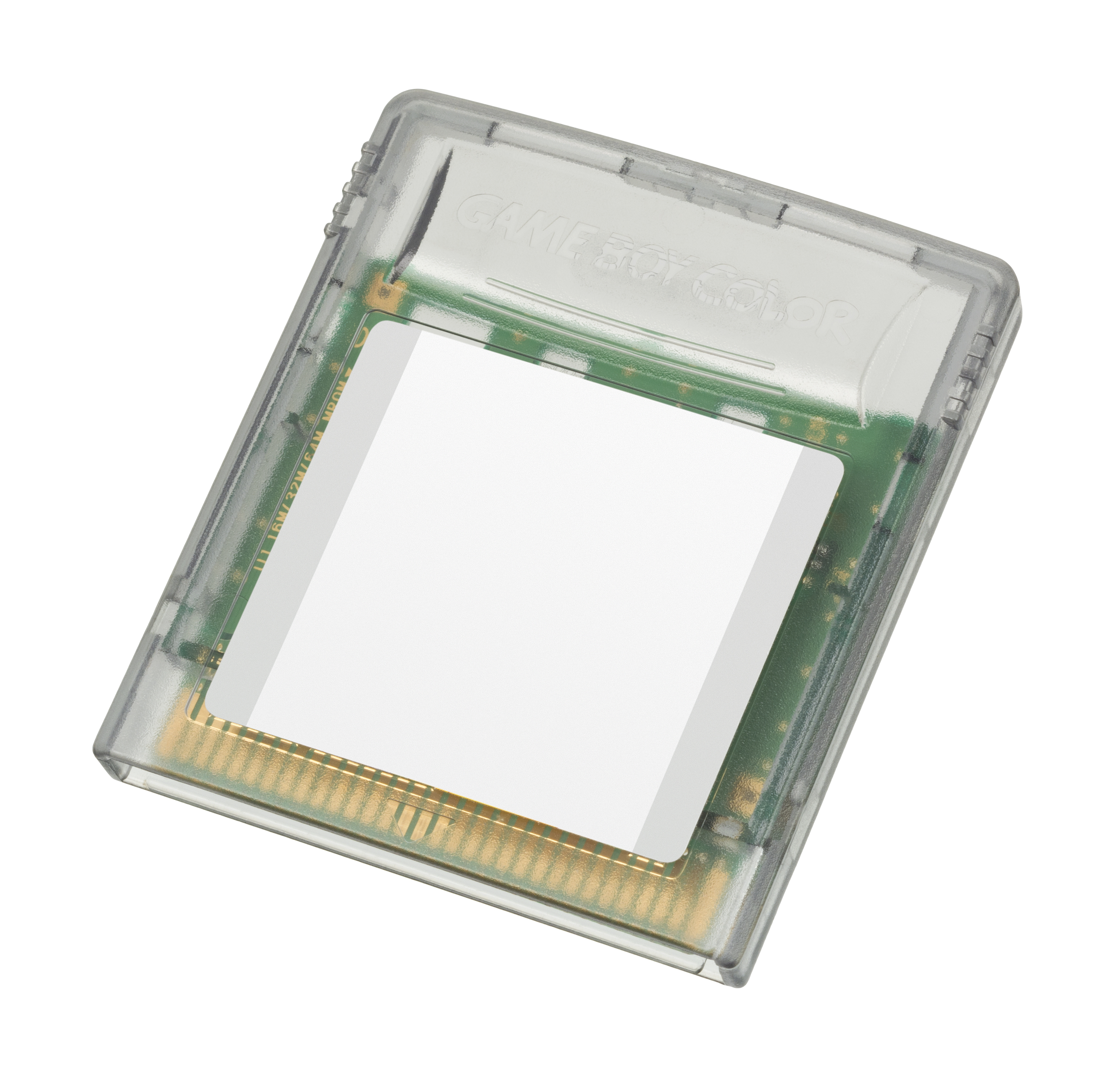
خراطيش غيم بوي كولر الشفافة.

الخراطيش الشفافية (بالإنجليزية: Clear cartridges)‏ (المعروفة أيضًا باسم الفئة ج) متوافقة مع أنظمة غيم بوي كولر وغيم بوي أدفانس، باستثناء غيم بوي مايكرو. تم إصدار بعض الألعاب (مثل بوكيمون كريستال) في خراطيش ملونة خصيصًا، كما حدث من قبل، لكن الألوان الجديدة ظلت شفافة. تحتوي بعض الخراطيش الواضحة على ميزات مدمجة، بما في ذلك ميزات الدمدمة (Perfect Dark) وأجهزة استشعار الإمالة (كيربي تيلتن تامبل). هذه الخراطيش ذات شكل مختلف قليلاً عن الأصناف السابقة، وستعيق المزلاج إذا تم إدخالها في غيم بوي الأصلي. على عكس الخراطيش الرمادية والخراطيش السوداء، لا يمكن تشغيل الخراطيش الشفافية على غيم بوي لايت وغيم بوي بوكيت وسوبر غيم بوي (أو حتى متابعتها اليابانية).[بحاجة لمصدر] بعض خراطيش الفئة ج (النسخة الأوروبية من نيد فور سبيد: في-رالي) تستخدم تصميم خرطوشة صلبة، كما هو الحال في الفئة ب.

### خراطيش أدفانس

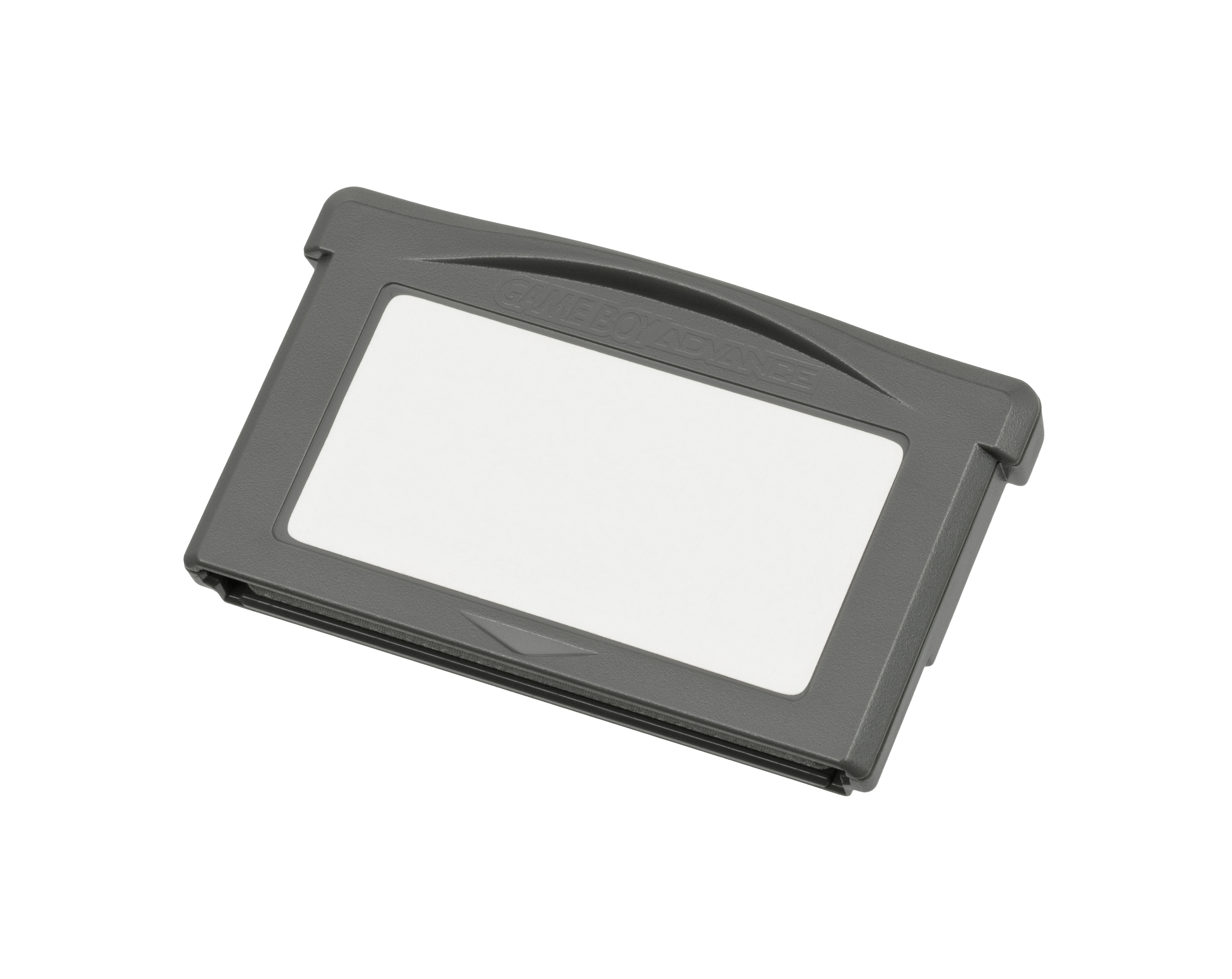
خرطوشة غيم بوي أدفانس.

خراطيش أدفانس (بالإنجليزية: Advance cartridges)‏ (المعروفة أيضًا باسم الفئة د) هي نصف حجم جميع الخراطيش السابقة ومتوافقة مع غيم بوي أدفانس والأنظمة اللاحقة بما في ذلك نينتندو دي أس. يتم تلوين بعض الخراطيش لتشبه اللعبة (عادةً لسلسلة بوكيمون؛ بوكيمون إمرلد، على سبيل المثال، كونه أخضر زمردي واضح). كما أنها متوافقة مع نينتندو دي أس ونينتندو دي أس لايت. تحتوي بعض الخراطيش المتقدمة على ميزات مدمجة، بما في ذلك ميزات الدمدمة، ومستشعرات الإمالة ومستشعرات الطاقة الشمسية.

## الإكسسوارات

### أنظمة تقف بذاتها
يحتوي غيم بوي، كما هو الحال مع العديد من الأنظمة الأخرى، على عدد من الإصدارات من إكسسوارات الطرف الأول وغير المرخصة. أبرزها غيم بوي كاميرا وغيم بوي برينتر، والتي تم إصدارها في عام 1998.

### سوبر غيم بوي

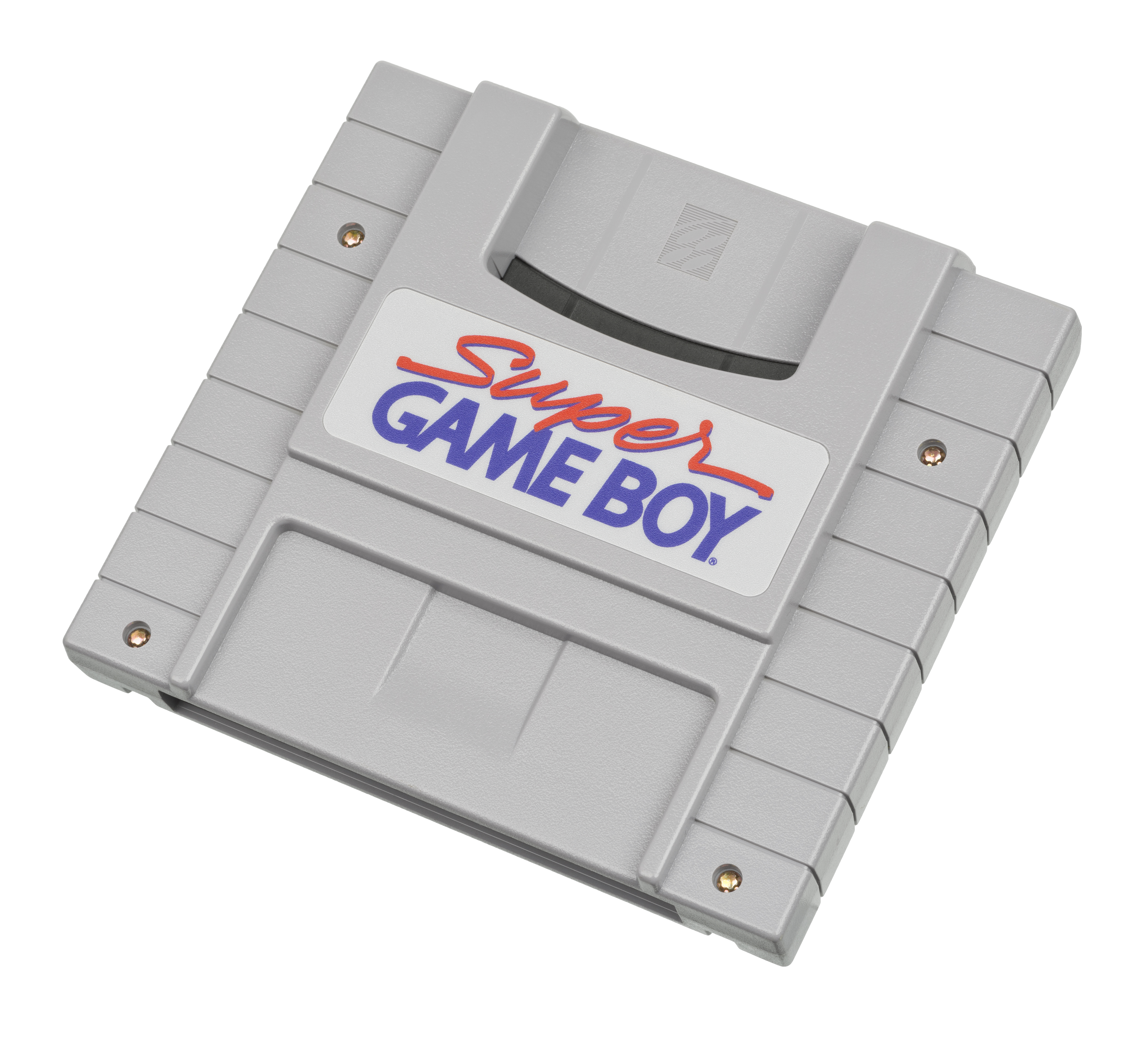
سوبر غيم بوي

في عام 1994، تم إصدار خرطوشة محول خاصة لنظام سوبر نينتندو من نينتندو تسمى سوبر غيم بوي. يسمح سوبر غيم بوي بتشغيل خراطيش الألعاب المصممة للاستخدام على غيم بوي على شاشة تلفزيون باستخدام أنظمة سوبر نينتندو. عندما تم إصداره في عام 1994، بيع سوبر غيم بوي بحوالي 60 دولارًا في الولايات المتحدة. في المملكة المتحدة، تم بيعها بالتجزئة بمبلغ 49.99 جنيهًا إسترلينيًا. تشبه البنية التقنية لسوبر غيم بوي تلك الخاصة بغيم بوي العادي، وبالتالي فإن ألعاب غيم بوي تعمل على الأجهزة الأصلية بدلاً من محاكاة سوبر نينتندو. كانت مقدمة إلى غيم بوي بلاير على نينتندو غيم كيوب، والتي عملت بطريقة مماثلة.

### سوبر غيم بوي 2

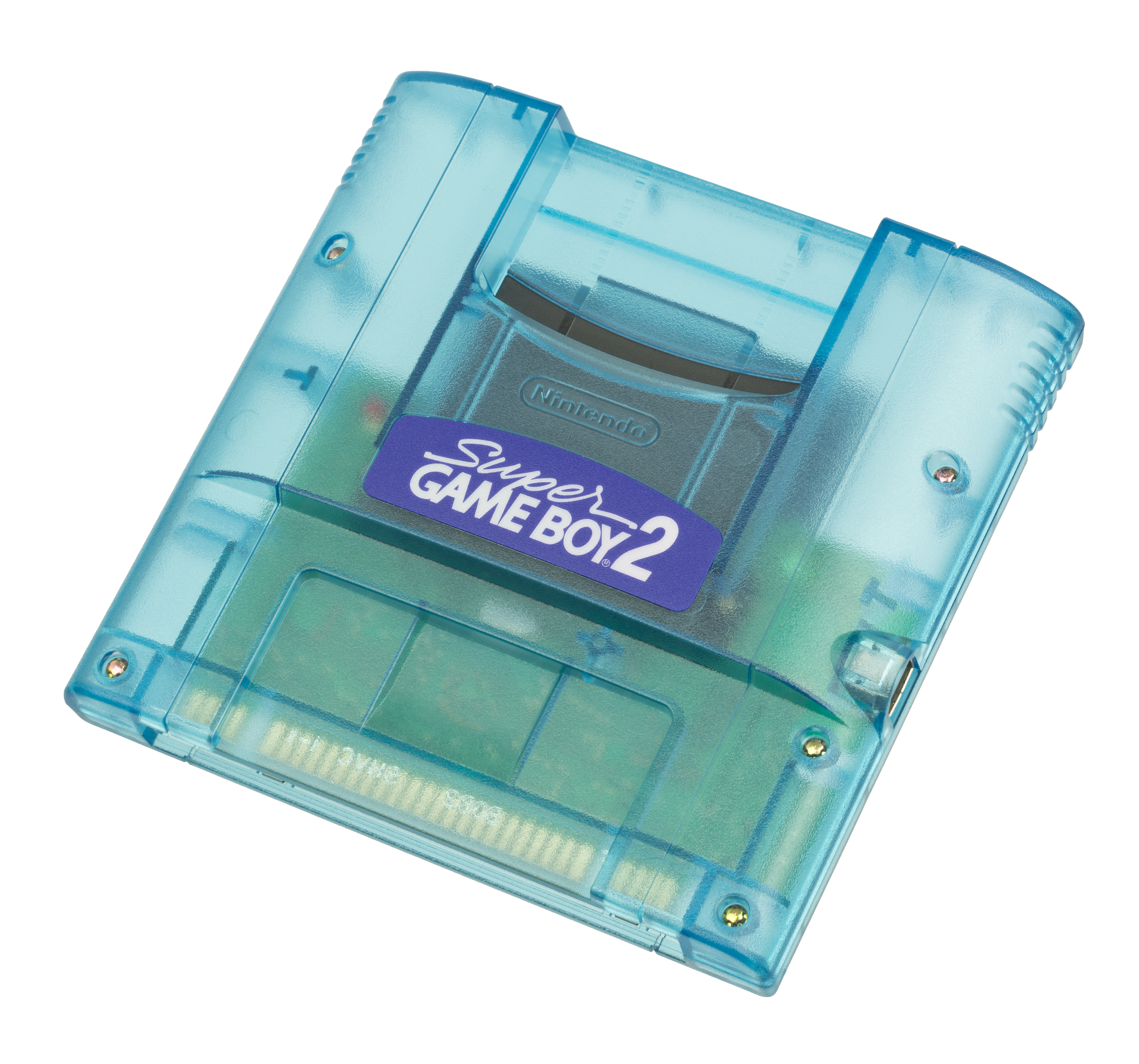
سوبر غيم بوي 2

تم إصدار سوبر غيم بوي 2 كمتابعة لسوبر غيم بوي، وصدر في اليابان فقط في عام 1998. والحدود مشابهة لتلك الموجودة في أجهزة غيم بوي بوكيت الفعلية، ولكنها تتضمن منفذ كابل ربط فعلي، وسرعة الساعة تباطأت لتتناسب مع لعبة غيم بوي.

### غيم بوي بلاير

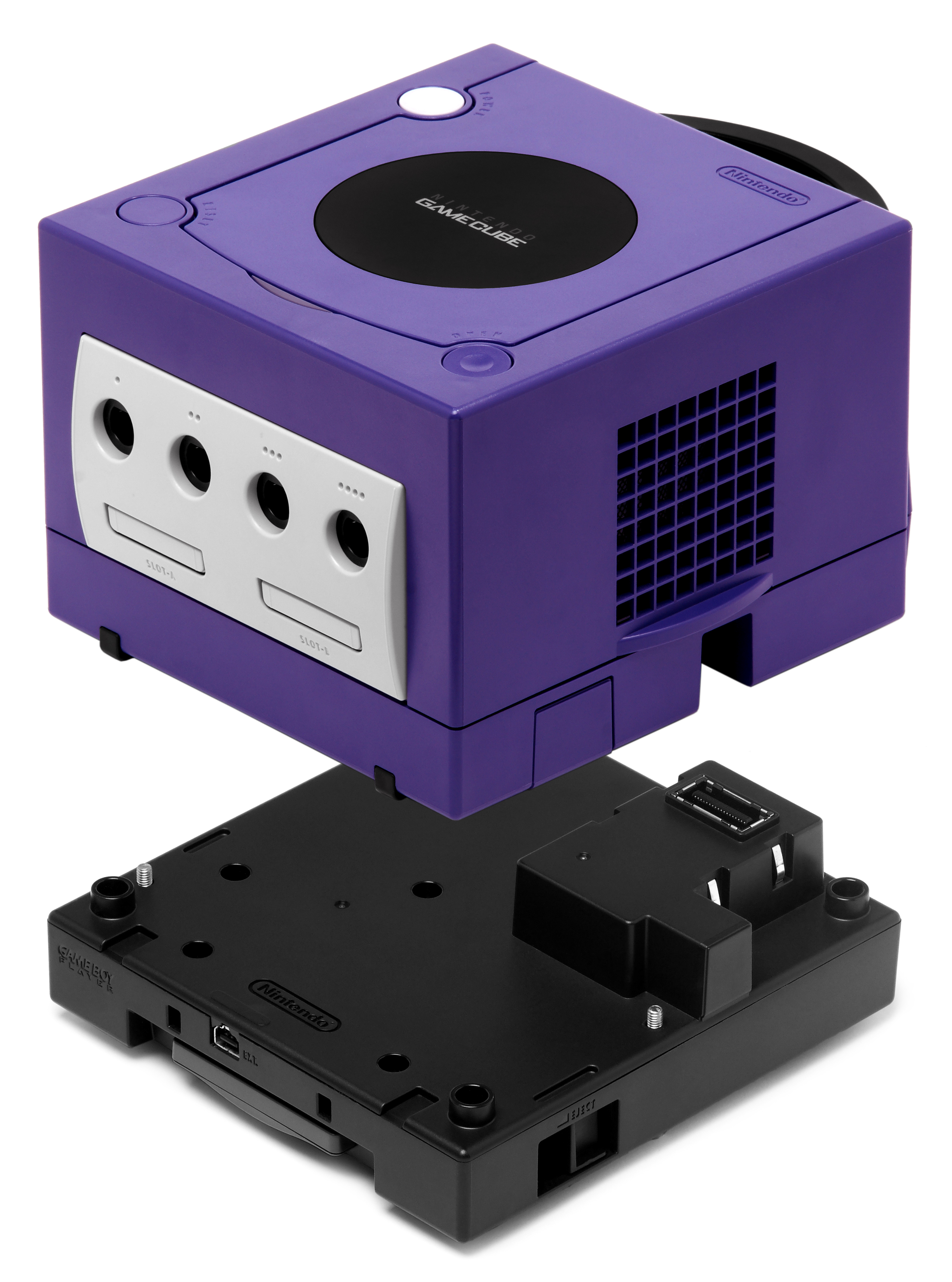
غيم بوي بلاير

غيم بوي بلاير (بالإنجليزية: Game Boy Player)‏ هو جهاز تم إصداره في 2003 بواسطة نينتندو لغيم كيوب والذي يمكّن خراطيش غيم بوي (على الرغم من تجاهل تحسينات سوبر غيم بوي)، أو خراطيش غيم بوي كولر أو غيم بوي أدفانس ليتم تشغيلها على التلفزيون. يتصل عبر المنفذ المتوازي عالي السرعة في الجزء السفلي من غيم كيوب ويتطلب استخدام قرص تمهيد للوصول إلى الجهاز. لا يستخدم غيم بوي بلاير محاكاة البرامج، ولكنه يستخدم بدلاً من ذلك أجهزة مادية مماثلة تقريبًا لتلك الموجودة في غيم بوي أدفانس.

## الإستقبال
يتوفر ما يقرب من ألفي لعبة لغيم بوي، والتي يمكن أن تُعزى جزئيًا إلى مبيعاتها بمبلغ الملايين، وتصميم موثق جيدًا، ودورة تطوير قصيرة عادةً. يمكن لنينتندو دي أس ونينتندو دي أس لايت تشغيل مكتبة كبيرة من ألعاب غيم بوي أدفانس (على الرغم من أن نينتندو دي أس آي ونينتندو 3دي أس ونينتندو 2دي أس تفتقر إلى فتحة خرطوشة ألعاب غيم بوي أدفانس). ومع ذلك، لا تحتوي أنظمة دي أس على موصل رابط لعبة غيم بوي أدفانس، وبالتالي لا يمكنها تشغيل ألعاب غيم بوي أدفانس متعددة اللاعبين (باستثناء القليل منها متعدد اللاعبين على غيم بوي أدفانس واحد) أو الارتباط بغيم كيوب. دي أس غير متوافق مع الإصدارات السابقة مع الخراطيش لأنظمة غيم بوي الأصلي أو غيم بوي كولر. مع تطوير البيرة المنزلية على نينتندو دي أس، تم تحقيق محاكاة غيم بوي وغيم بوي كولر بأقصى سرعة بالإضافة إلى القدرة على توسيع نطاق صورة شاشة غيم بوي الأصغر إلى شاشة DS كاملة.

### الميراث
خصصت العديد من الأعمال الموسيقية غيم بوي كأداة موسيقية (غيم بوي ميوزك، باستخدام برامج مثل نانولوب أو ليتل ساوند دي جي.
تتوفر بعض الألعاب التي تم إصدارها للأنظمة المحمولة غيم بوي وغيم بوي كولر عبر خدمة فرتشول كونسول على نينتندو 3دي أس. كان يُعتقد أن ألعاب غيم بوي أدفانس كذلك بسبب عدم توافق 3DS، لكنها كانت مجرد ترجمة خاطئة. ومع ذلك، تم إصدار عشر ألعاب غيم بوي أدفانس لسفراء نينتندو 3دي أس، كما هو الحال في مالكي نينتندو 3دي أس الذين قاموا بتسجيل الدخول إلى متجر إي شوب قبل انخفاض الأسعار الرئيسي في أغسطس 2011. ميزات إصدارات غيم بوي أدفانس الافتراضية لفرتشول كونسول محدودة، ولا توجد خطط لإصدارها للجمهور. ومع ذلك، بدءًا من أبريل 2014، أصدرت نينتندو ألعاب غيم بوي أدفانس كعناوين فرتشول كونسول عبر نينتندو إي شوب لوي يو.